# Campeonato Mundial de Voleibol Femenino Sub-18 de 2005
El IX Campeonato Mundial de Voleibol Femenino Sub-18 se celebró en Macao del 23 de julio al 31 de julio de 2005. Fue organizado por la Federación Internacional de Voleibol. El campeonato se jugó en la subsede de Macao.

## Clasificaciones
| Confederación | Método de Clasificación                                     | Fecha                            | Lugar                | Vacantes | Equipo                                                     |
| ------------- | ----------------------------------------------------------- | -------------------------------- | -------------------- | -------- | ---------------------------------------------------------- |
| FIVB          | Sede                                                        | 23 de febrero de 2005            | Lausana, Suiza       | 1        | Macao                                                      |
| AVC           | Campeonato Asiático de Voleibol Femenino Sub-18 de 2005     | 24-31 de mayo de 2005            | Mandaue, Filipinas   | 3        | China Corea del Sur China Taipéi                           |
| CAVB          | Campeonato Africano de Voleibol Femenino Sub-18 de 2004     | 21 - 23 de enero de 2004         | El Cairo, Egipto     | 2        | Egipto · Túnez                                             |
| CEV           | Campeonato Europeo de Voleibol Femenino Sub-18 de 2005      | 29 de marzo - 3 de abril de 2005 | Tallin, Estonia      | 6        | Ucrania · Rusia · Italia · Croacia · Bielorrusia · Austria |
| CSV           | Campeonato Sudamericano de Voleibol Femenino Sub-18 de 2004 | 30 de abril - 4 de mayo de 2004  | Guayaquil , Ecuador  | 2        | Brasil · Argentina                                         |
| NORCECA       | Campeonato NORCECA de Voleibol Femenino Sub-18 de 2004      | 14-17 de septiembre de 2004      | Catano , Puerto Rico | 2        | Estados Unidos Puerto Rico                                 |

## Equipos participantes
| Grupo A   | Grupo B | Grupo C     | Grupo D        |
| --------- | ------- | ----------- | -------------- |
| Macao     | China   | Brasil      | Estados Unidos |
| Argentina | Korea   | Rusia       | Italia         |
| Egipto    | Ucrania | Puerto Rico | China Taipéi   |
| Croacia   | Austria | Bielorrusia | Túnez          |

## Primera fase

### Grupo A

#### Clasificación
| Pos | Equipo    | PJ | PG | PP | SF | SC | PTS |
| --- | --------- | -- | -- | -- | -- | -- | --- |
| 1   | Croacia   | 3  | 3  | 0  | 9  | 1  | 6   |
| 2   | Argentina | 3  | 2  | 1  | 7  | 3  | 5   |
| 3   | Egipto    | 3  | 1  | 2  | 3  | 6  | 4   |
| 4   | Macao     | 3  | 0  | 3  | 0  | 9  | 3   |

#### Resultados
| Fecha    | Encuentro           | Resultado | Set   | Set   | Set   | Set   | Set | Puntuación total | Reporte |
| Fecha    | Encuentro           | Resultado | 1     | 2     | 3     | 4     | 5   | Puntuación total | Reporte |
| -------- | ------------------- | --------- | ----- | ----- | ----- | ----- | --- | ---------------- | ------- |
| 23-07-05 | Argentina - Croacia | 1-3       | 16-25 | 19-25 | 25-16 | 15-25 |     | 75-91            | P2      |
| 23-07-05 | Egipto - Macao      | 3-0       | 25-22 | 25-03 | 25-13 |       |     | 75-38            | P2      |
| 24-07-05 | Argentina - Egipto  | 3-0       | 25-17 | 25-14 | 25–07 |       |     | 75-38            | P2      |
| 24-07-05 | Croacia - Macao     | 3-0       | 25-17 | 25-14 | 25–17 |       |     | 75-48            | P2      |
| 25-07-05 | Egipto - Croacia    | 0-3       | 12-25 | 18-25 | 16-25 |       |     | 46-75            | P2      |
| 25-07-05 | Macao - Argentina   | 0-3       | 17-25 | 18-25 | 21-25 |       |     | 56-75            | P2      |

### Grupo B

#### Clasificación
| Pos | Equipo  | PJ | PG | PP | SF | SC | PTS |
| --- | ------- | -- | -- | -- | -- | -- | --- |
| 1   | Korea   | 3  | 2  | 1  | 7  | 5  | 5   |
| 2   | China   | 3  | 2  | 1  | 8  | 6  | 5   |
| 3   | Ucrania | 3  | 1  | 2  | 7  | 7  | 4   |
| 4   | Austria | 3  | 1  | 2  | 4  | 8  | 4   |

#### Resultados
| Fecha    | Encuentro               | Resultado | Set   | Set   | Set   | Set   | Set   | Puntuación total | Reporte |
| Fecha    | Encuentro               | Resultado | 1     | 2     | 3     | 4     | 5     | Puntuación total | Reporte |
| -------- | ----------------------- | --------- | ----- | ----- | ----- | ----- | ----- | ---------------- | ------- |
| 23-07-05 | Ucrania - Austria       | 2-3       | 27-25 | 15-25 | 25-16 | 28-30 | 15-17 | 110-113          | P2      |
| 23-07-05 | China - Corea del Sur   | 2-3       | 20-25 | 26-28 | 26-24 | 26-24 | 13-15 | 111-116          | P2      |
| 24-07-05 | Austria - Corea del Sur | 0-3       | 18-25 | 19-25 | 27–29 |       |       | 64-79            | P2      |
| 24-07-05 | Ucrania - China         | 2-3       | 27-29 | 25-16 | 25–20 | 22-25 | 12-15 | 111-105          | P2      |
| 25-07-05 | Corea del Sur - Ucrania | 1-3       | 19-25 | 25-20 | 25-27 | 17-25 |       | 86-97            | P2      |
| 25-07-05 | China - Austria         | 3-1       | 25-18 | 23-25 | 30-28 | 25-21 |       | 103-92           | P2      |

### Grupo C

#### Clasificación
| Pos | Equipo      | PJ | PG | PP | SF | SC | PTS |
| --- | ----------- | -- | -- | -- | -- | -- | --- |
| 1   | Brasil      | 3  | 3  | 0  | 9  | 0  | 6   |
| 2   | Bielorrusia | 3  | 2  | 1  | 6  | 3  | 5   |
| 3   | Rusia       | 3  | 1  | 2  | 3  | 6  | 4   |
| 4   | Puerto Rico | 3  | 0  | 3  | 0  | 9  | 3   |

#### Resultados
| Fecha    | Encuentro                 | Resultado | Set   | Set   | Set   | Set   | Set   | Puntuación total | Reporte |
| Fecha    | Encuentro                 | Resultado | 1     | 2     | 3     | 4     | 5     | Puntuación total | Reporte |
| -------- | ------------------------- | --------- | ----- | ----- | ----- | ----- | ----- | ---------------- | ------- |
| 23-07-05 | Bielorrusia - Rusia       | 3-2       | 25-18 | 18-25 | 25-17 | 16-25 | 15-13 | 99-98            | P2      |
| 23-07-05 | Puerto Rico - Brasil      | 0-3       | 19-25 | 10-26 | 15-25 |       |       | 44-75            | P2      |
| 24-07-05 | Bielorrusia - Puerto Rico | 3-1       | 25-12 | 25-18 | 20-25 | 25-19 |       | 95-74            | P2      |
| 24-07-05 | Brasil - Rusia            | 3-0       | 25-22 | 25-15 | 25-23 |       |       | 93-85            | P2      |
| 24-07-05 | Puerto Rico - Rusia       | 0-3       | 14-25 | 08-25 | 19-25 |       |       | 41-75            | P2      |
| 25-07-05 | Brasil - Bielorrusia      | 3-0       | 25-21 | 25-20 | 20-17 |       |       | 75-57            | P2      |

### Grupo D

#### Clasificación
| Pos | Equipo         | PJ | PG | PP | SF | SC | PTS |
| --- | -------------- | -- | -- | -- | -- | -- | --- |
| 1   | Estados Unidos | 3  | 3  | 0  | 9  | 0  | 6   |
| 2   | Italia         | 3  | 2  | 1  | 6  | 3  | 5   |
| 3   | China Taipéi   | 3  | 1  | 2  | 3  | 6  | 4   |
| 4   | Túnez          | 3  | 0  | 3  | 0  | 9  | 3   |

#### Resultados
| Fecha    | Encuentro                     | Resultado | Set   | Set   | Set   | Set | Set | Puntuación total | Reporte |
| Fecha    | Encuentro                     | Resultado | 1     | 2     | 3     | 4   | 5   | Puntuación total | Reporte |
| -------- | ----------------------------- | --------- | ----- | ----- | ----- | --- | --- | ---------------- | ------- |
| 23-07-05 | Italia - China Taipéi         | 3-0       | 25-17 | 25-15 | 25-19 |     |     | 75-51            | P2      |
| 23-07-05 | Túnez - Estados Unidos        | 0-3       | 12-25 | 15-25 | 13-25 |     |     | 40-75            | P2      |
| 24-07-05 | China Taipéi - Estados Unidos | 0-3       | 15-25 | 30-32 | 17-15 |     |     | 62-82            | P2      |
| 24-07-05 | Italia - Túnez                | 3-0       | 25-15 | 25-16 | 25-12 |     |     | 75-43            | P2      |
| 24-07-05 | Túnez - China Taipéi          | 0-3       | 17-25 | 13-25 | 14-25 |     |     | 44-75            | P2      |
| 25-07-05 | Estados Unidos - Italia       | 3-0       | 26-24 | 25-21 | 25-23 |     |     | 76-68            | P2      |

#### Clasificación para la Segunda Fase
| – | Clasificado a Cuartos de final.  |
| – | Clasificado a las Eliminatorias. |
| – | Eliminado de la Competencia.     |

## Segunda fase

### Grupo E
Los campeones de la serie A, B, C y D están clasificados directamente a cuartos de final; se enfrentan por una mejor ubicación. "A" vs "D" / "B" vs "C".

#### Resultados
| Fecha    | Encuentro                | Resultado | Set   | Set   | Set   | Set | Set | Puntuación total | Reporte |
| Fecha    | Encuentro                | Resultado | 1     | 2     | 3     | 4   | 5   | Puntuación total | Reporte |
| -------- | ------------------------ | --------- | ----- | ----- | ----- | --- | --- | ---------------- | ------- |
| 27-07-05 | Estados Unidos - Croacia | 3-0       | 27-25 | 25-20 | 30-28 |     |     | 82-73            | P2      |
| 27-07-05 | Brasil - Corea del Sur   | 3-0       | 27-25 | 25-22 | 25-23 |     |     | 77-70            | P2      |

### Grupo F
Los equipos ubicados en la 2ª y 3ª posición se enfrentan en Eliminatorias. El equipo ganador clasifica a cuartos de final. 

#### Resultados
| Fase            | Fecha    | Encuentro               | Resultado | Set   | Set   | Set   | Set   | Set | Puntuación total | Reporte |
| Fase            | Fecha    | Encuentro               | Resultado | 1     | 2     | 3     | 4     | 5   | Puntuación total | Reporte |
| --------------- | -------- | ----------------------- | --------- | ----- | ----- | ----- | ----- | --- | ---------------- | ------- |
| Eliminatoria 1° | 27-07-05 | Argentina - Bielorrusia | 3-1       | 25-17 | 25-22 | 25-27 | 25-16 |     | 100-82           | P2      |
| Eliminatoria 2° | 27-07-05 | Ucrania - Italia        | 1-3       | 26-24 | 21-25 | 20-25 | 16-25 |     | 83-99            | P2      |
| Eliminatoria 3° | 27-07-05 | Rusia - Egipto          | 3-0       | 25-10 | 25-08 | 25-14 |       |     | 75-32            | P2      |
| Eliminatoria 4° | 08-07-09 | China Taipéi - China    | 0-3       | 19-25 | 22-25 | 13-25 |       |     | 54-75            | P2      |

## Fase final

### Por el 1° y 3° puesto
|  | Cuartos de final    | Cuartos de final    |                     |                | Semifinales            | Semifinales            |  |  | Final               | Final |
|  |                     |                     |                     |                |                        |                        |  |  |                     |       |
|  | 29 de julio - Macao |                     |                     |                |                        |                        |  |  |                     |       |
|  |                     |                     |                     |                |                        |                        |  |  |                     |       |
|  | Brasil              | 3                   |                     |                |                        |                        |  |  |                     |       |
|  | Brasil              | 3                   | 30 de julio – Macao |                |                        |                        |  |  |                     |       |
|  | Argentina           | 0                   |                     |                |                        |                        |  |  |                     |       |
|  | Argentina           | 0                   | Brasil              | 3              |                        |                        |  |  |                     |       |
|  | 29 de julio - Macao |                     | Brasil              | 3              |                        |                        |  |  |                     |       |
|  |                     | Italia              | 1                   |                |                        |                        |  |  |                     |       |
|  | Italia              | Italia              | 1                   | 3              |                        |                        |  |  |                     |       |
|  | Italia              |                     | 31 de julio – Macao | 3              |                        |                        |  |  |                     |       |
|  | Croacia             | 0                   |                     |                |                        |                        |  |  |                     |       |
|  | Croacia             | 0                   | Brasil              | 3              |                        |                        |  |  |                     |       |
|  | 29 de julio - Macao |                     | Brasil              | 3              |                        |                        |  |  |                     |       |
|  |                     | Rusia               | 0                   |                |                        |                        |  |  |                     |       |
|  | Corea del Sur       | Rusia               | 0                   | 0              |                        |                        |  |  |                     |       |
|  | Corea del Sur       | 30 de julio – Macao |                     | 0              |                        |                        |  |  |                     |       |
|  | Rusia               | 3                   |                     |                |                        |                        |  |  |                     |       |
|  | Rusia               | 3                   | Rusia               | 3              | Tercer y cuarto puesto | Tercer y cuarto puesto |  |  |                     |       |
|  | 29 de julio - Macao |                     | Rusia               | 3              | Tercer y cuarto puesto | Tercer y cuarto puesto |  |  |                     |       |
|  |                     | Estados Unidos      | 1                   |                |                        |                        |  |  |                     |       |
|  | China               | Estados Unidos      | 1                   | 2              | Italia                 | 3                      |  |  |                     |       |
|  | China               |                     |                     | 2              | Italia                 | 3                      |  |  |                     |       |
|  | Estados Unidos      | 3                   |                     | Estados Unidos | 2                      |                        |  |  |                     |       |
|  | Estados Unidos      | 3                   |                     |                | 2                      |                        |  |  |                     |       |
|  |                     |                     |                     |                |                        |                        |  |  | 31 de julio – Macao |       |
|  |                     |                     |                     |                |                        |                        |  |  |                     |       |

### Cuartos de final
| Fecha    | Encuentro              | Resultado | Set   | Set   | Set   | Set   | Set  | Puntuación total | Reporte |
| Fecha    | Encuentro              | Resultado | 1     | 2     | 3     | 4     | 5    | Puntuación total | Reporte |
| -------- | ---------------------- | --------- | ----- | ----- | ----- | ----- | ---- | ---------------- | ------- |
| 29-07-05 | Brasil - Argentina     | 3-0       | 25-15 | 25-14 | 25-17 |       |      | 75-46            | P2      |
| 29-07-05 | Italia - Croacia       | 3-0       | 27-25 | 25-17 | 25-23 |       |      | 77-65            | P2      |
| 29-07-05 | Corea del Sur - Rusia  | 0-3       | 18-25 | 19-25 | 17-25 |       |      | 54-75            | P2      |
| 29-07-05 | China - Estados Unidos | 2-3       | 20-25 | 25-21 | 25-23 | 19-25 | 9-15 | 98-109           | P2      |

### Semifinales
| Fecha    | Encuentro              | Resultado | Set   | Set   | Set   | Set   | Set | Puntuación total | Reporte |
| Fecha    | Encuentro              | Resultado | 1     | 2     | 3     | 4     | 5   | Puntuación total | Reporte |
| -------- | ---------------------- | --------- | ----- | ----- | ----- | ----- | --- | ---------------- | ------- |
| 30-07-05 | Brasil - Italia        | 3-1       | 8-25  | 25-16 | 25-19 | 26-24 |     | 84-84            | P2      |
| 30-07-05 | Rusia - Estados Unidos | 3-1       | 19-25 | 27-25 | 25-20 | 25-17 |     | 96-87            | P2      |

### 3° Puesto
| Fecha    | Encuentro               | Resultado | Set   | Set   | Set   | Set   | Set   | Puntuación total | Reporte |
| Fecha    | Encuentro               | Resultado | 1     | 2     | 3     | 4     | 5     | Puntuación total | Reporte |
| -------- | ----------------------- | --------- | ----- | ----- | ----- | ----- | ----- | ---------------- | ------- |
| 31-07-05 | Italia - Estados Unidos | 3-2       | 18-25 | 25-16 | 21-25 | 25-21 | 15-12 | 104-99           | P2      |

### 1° Puesto
| Fecha    | Encuentro      | Resultado | Set   | Set   | Set   | Set | Set | Puntuación total | Reporte |
| Fecha    | Encuentro      | Resultado | 1     | 2     | 3     | 4   | 5   | Puntuación total | Reporte |
| -------- | -------------- | --------- | ----- | ----- | ----- | --- | --- | ---------------- | ------- |
| 31-07-05 | Brasil - Rusia | 3-0       | 25-17 | 25-14 | 25-17 |     |     | 75-48            | P2      |

### Por el 5° y 7º puesto
|  | Semifinales 5° - 7° | Semifinales 5° - 7° |   |           | 5º puesto | 5º puesto |  |
|  |                     |                     |   |           |           |           |  |
|  |                     |                     |   |           |           |           |  |
|  |                     |                     |   |           |           |           |  |
|  | Argentina           | 1                   |   |           |           |           |  |
|  | Croacia             | 3                   |   |           |           |           |  |
|  |                     |                     |   |           |           |           |  |
|  |                     |                     |   |           |           |           |  |
|  |                     |                     |   |           | Croacia   | 2         |  |
|  |                     | Corea del Sur       | 3 |           |           |           |  |
|  |                     |                     |   |           |           |           |  |
|  |                     |                     |   |           |           |           |  |
|  |                     |                     |   |           | 7º puesto |           |  |
|  |                     |                     |   |           |           |           |  |
|  | Corea del Sur       | 3                   |   | Argentina | 0         |           |  |
|  | China               | 0                   |   |           | China     | 3         |  |

### Clasificación 5°-8°
| Fecha    | Encuentro             | Resultado | Set   | Set   | Set   | Set   | Set | Puntuación total | Reporte |
| Fecha    | Encuentro             | Resultado | 1     | 2     | 3     | 4     | 5   | Puntuación total | Reporte |
| -------- | --------------------- | --------- | ----- | ----- | ----- | ----- | --- | ---------------- | ------- |
| 30-07-05 | Argentina - Croacia   | 1-3       | 13-25 | 17-25 | 25-23 | 24-26 |     | 79-99            | P2      |
| 30-07-05 | Corea del Sur - China | 3-0       | 25-23 | 25-21 | 25-21 |       |     | 75-65            | P2      |

### Clasificación 7°
| Fecha    | Encuentro         | Resultado | Set   | Set   | Set   | Set | Set | Puntuación total | Reporte |
| Fecha    | Encuentro         | Resultado | 1     | 2     | 3     | 4   | 5   | Puntuación total | Reporte |
| -------- | ----------------- | --------- | ----- | ----- | ----- | --- | --- | ---------------- | ------- |
| 31-07-11 | Argentina - China | 0-3       | 17-25 | 21-25 | 18-25 |     |     | 56-75            | P2      |

### Clasificación 5°
| Fecha    | Encuentro               | Resultado | Set   | Set   | Set   | Set   | Set  | Puntuación total | Reporte |
| Fecha    | Encuentro               | Resultado | 1     | 2     | 3     | 4     | 5    | Puntuación total | Reporte |
| -------- | ----------------------- | --------- | ----- | ----- | ----- | ----- | ---- | ---------------- | ------- |
| 31-07-11 | Croacia - Corea del Sur | 2-3       | 25-21 | 21-25 | 22-25 | 25-17 | 8-15 | 101-103          | P2      |

## Podio
| Brasil    |
| 2º Título |
| Brasil    |

## Clasificación general
| Pos | Equipo         |
| --- | -------------- |
| 1   | Brasil         |
| 2   | Rusia          |
| 3   | Italia         |
| 4   | Estados Unidos |
| 5   | Korea          |
| 6   | Croacia        |
| 7   | China          |
| 8   | Argentina      |
| 9   | Bielorrusia    |
| 9   | China Taipéi   |
| 9   | Egipto         |
| 9   | Ucrania        |
| 13  | Austria        |
| 13  | Macao          |
| 13  | Puerto Rico    |
| 13  | Túnez          |

## Distinciones individuales
| - Most Valuable Player - Natalia Pereira (BRA) - Mejor Anotadora - Alexandra Klineman (USA) - Mejor Atacante - Silvana Papini (BRA) - Mejor Bloqueador - Luisa Casillo (ITA) | - Mejor Sacadora - Ana Grbac (CRO) - Mejor Defensa - Martina Roese (BRA) - Mejor Armadora - Elena Peshekhonova (RUS) - Mejor Recepción - Irina Stratanovich (RUS) |

| Predecesor: Polonia 2003 | Campeonato Mundial de Voleibol Femenino Sub-18 Macao 2005 | Sucesor: México 2007 |

- Datos: Q2954066